# Saint-Nicolas-de-la-Balerme

Saint-Nicolas-de-la-Balerme este o comună în departamentul Lot-et-Garonne din sud-vestul Franței. În 2009 avea o populație de 403 de locuitori.

## Evoluția populației
| An        | 1975 | 1982 | 1990 | 1999 | 2006 | 2009 |
| --------- | ---- | ---- | ---- | ---- | ---- | ---- |
| Populație | 325  | 324  | 365  | 354  | 401  | 403  |